# 鸡井站
鸡井站（朝鲜语：／ Kyejŏng yŏk */?）是位于朝鮮民主主義人民共和國黄海北道金川郡的一個鐵路車站。屬於平釜線。

## 历史
- 1906年4月3日，落成使用。

## 邻近车站
平釜线
金川站 - 鸡井站 - 砺岘站